# Ozarba exisa
Ozarba exisa là một loài bướm đêm trong họ Noctuidae.